# Esquadrão N.º 101 da SAAF
O Esquadrão N.º 101 é um esquadrão de reserva da Força Aérea da África do Sul (SAAF). A sua principal área de responsabilidade é a província de Mpumalanga, no papel da prevenção ao crime. O esquadrão tem como base a Base aérea Hoedspruit. Estes esquadrões de reserva são usados para preencher uma lacuna de pilotos e aeronaves dentro da SAAF, fazendo uso de pilotos civis e das suas aeronaves particulares. A maioria dos voos ocorre nos finais de semana e, como os pilotos conhecem bem o terreno local na área em que vivem e geralmente voam, o esquadrão é usado principalmente na função de prevenção ao crime.